# 雅布雷耶莱博尔德
雅布雷耶莱博尔德（法語：Jabreilles-les-Bordes，法語發音：[ʒabʁɛj le bɔʁd]）是法国新阿基坦大区上维埃纳省的一个市镇，属于利摩日区。

## 地理
雅布雷耶莱博尔德（46°1'3"N, 1°30'55"E）面积19.05 平方千米，位于法国新阿基坦大区上维埃纳省，该省份为法国中西部省份，北起顺时针与安德尔省、克勒兹省、科雷兹省、多爾多涅省、夏朗德省和维埃纳省接壤。
与雅布雷耶莱博尔德接壤的市镇（或旧市镇、城区）包括：洛里耶尔、圣古索、莱比朗日、拉容谢尔圣莫里斯、圣莱热拉蒙塔涅、圣叙尔皮斯-洛里耶尔。

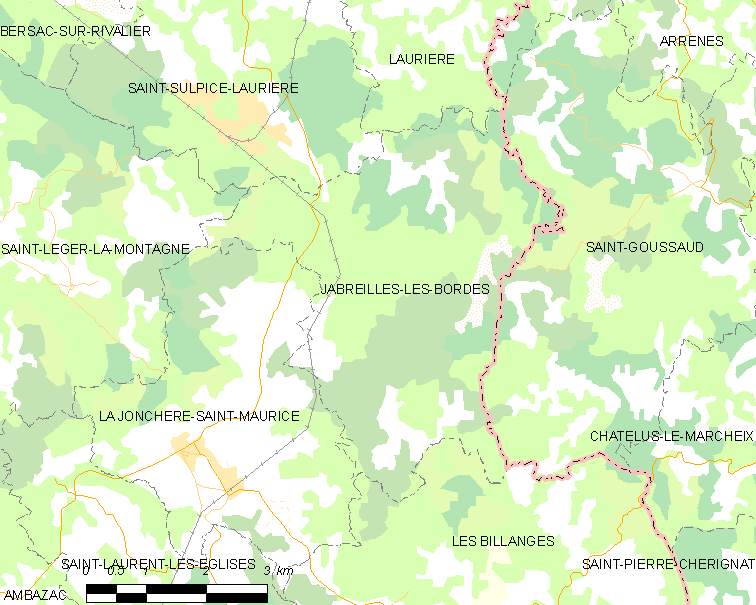
雅布雷耶莱博尔德的OSM定位图

雅布雷耶莱博尔德的时区为UTC+01:00、UTC+02:00（夏令时）。

## 行政
雅布雷耶莱博尔德的邮政编码为87370，INSEE市镇编码为87076。

## 政治
雅布雷耶莱博尔德所属的省级选区为昂巴扎克县。

## 人口

1962-2008年间雅布雷耶莱博尔德人口变化图示

雅布雷耶莱博尔德于2022年1月1日时的人口数量为239人。